# Witwer (Künstlerfamilie)

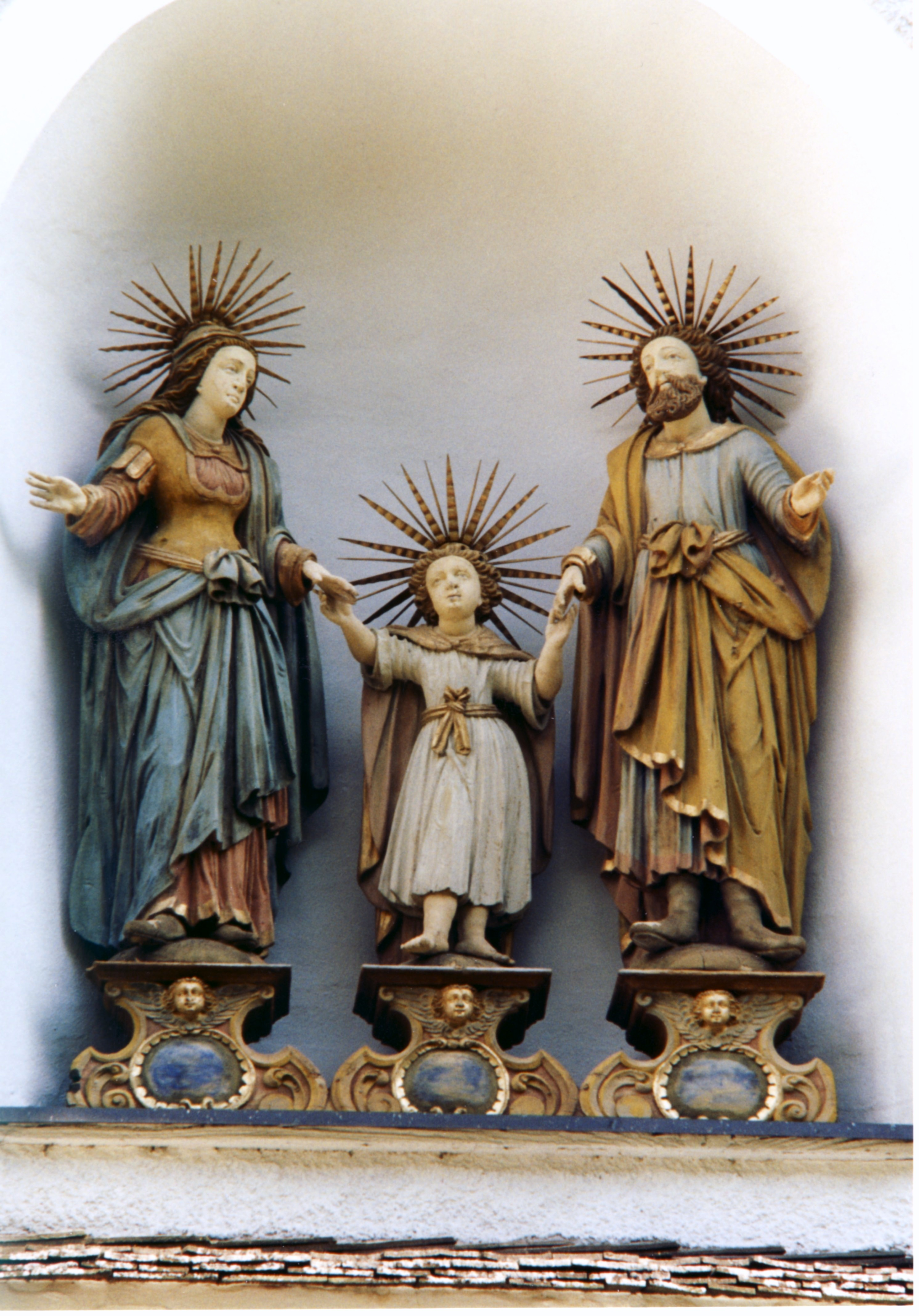
Heiliger Wandel von Joseph Witwer in Biberwier

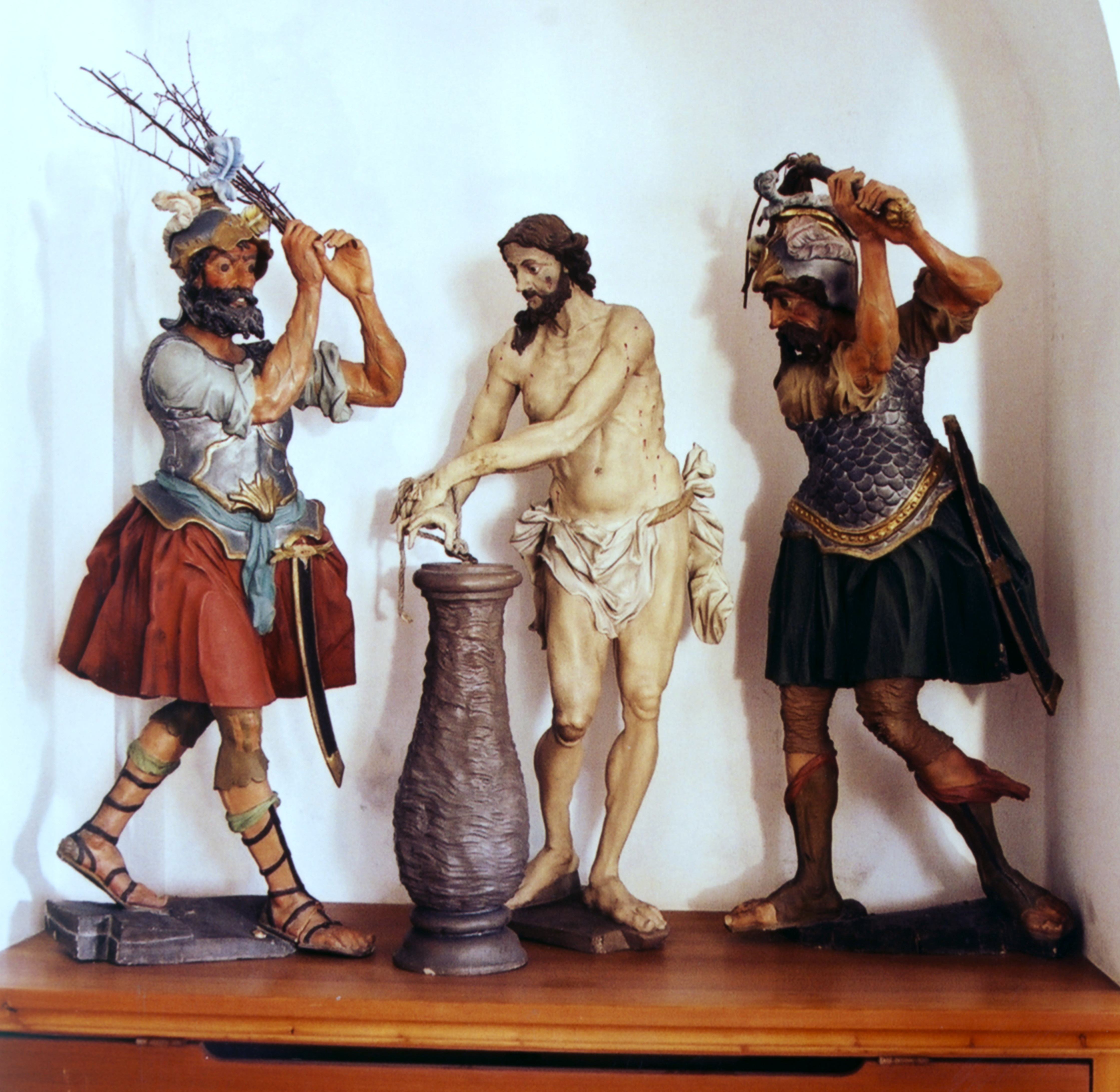
Geißelung von Jakob Witwer in Lermoos

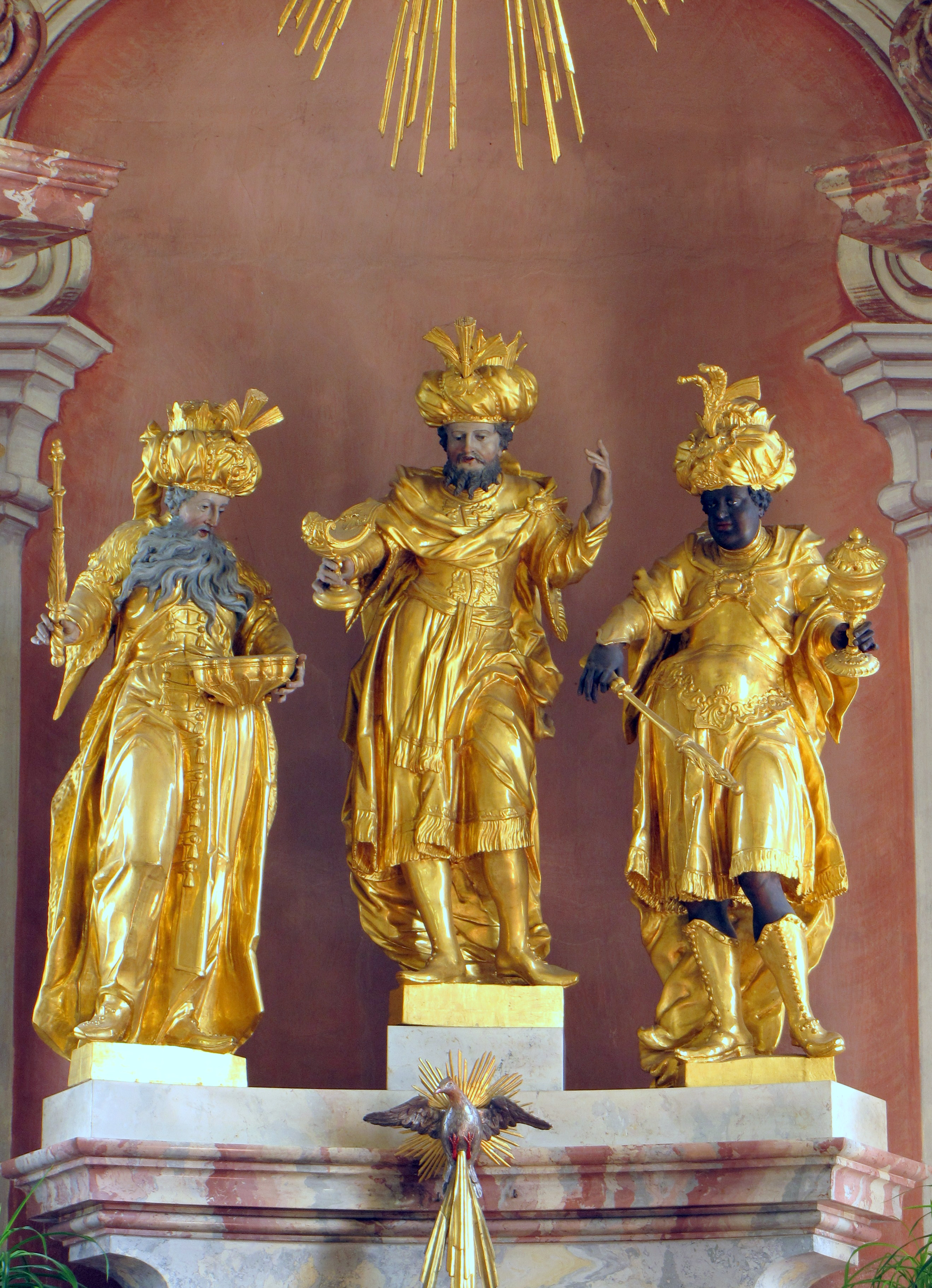
Hl. Drei Könige von Joseph Georg Witwer in Elmen

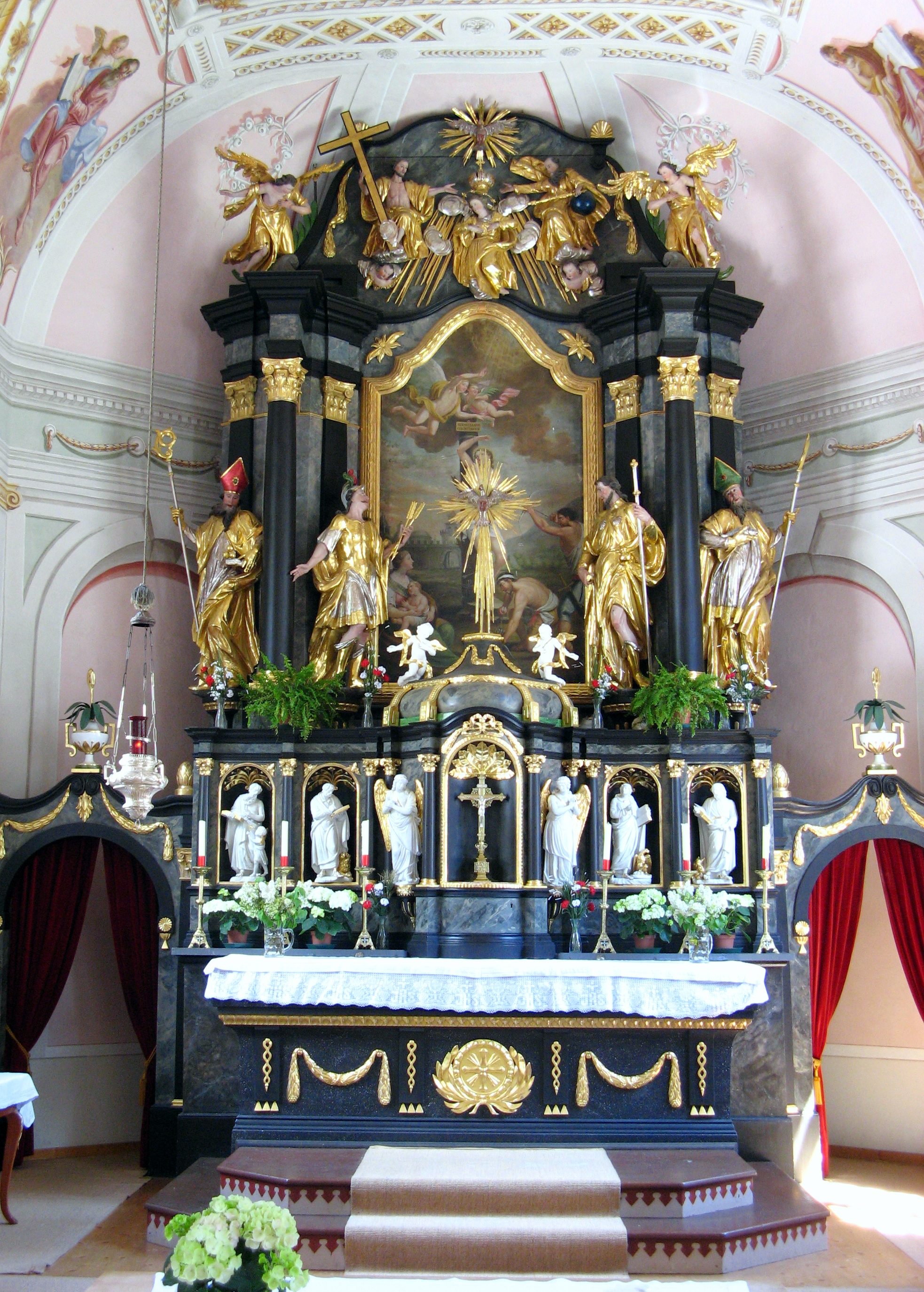
Hochaltar von Joseph Clemens Witwer in Hägerau

Witwer war eine Tiroler Künstlerfamilie, die im 17. und 18. Jahrhundert eine Reihe namhafter Maler und Bildhauer stellte. Christian Witwer, urkundlich 1626 als Mitglied der Rosenkranzbruderschaft in Bludesch genannt, ist als Vorfahre der Imster Bildhauerfamilie Witwer überliefert.

## Mitglieder der Werkstatt in Imst und deren Stilentwicklung
- Joseph Witwer († Februar 1698 in Imst), Bildhauer
- Jakob Witwer (* 13. Juli 1679 in Imst; † März 1758 in Imst), Bildhauer (Sohn von Joseph Witwer)
- Joseph Georg Witwer (* 11. Dezember 1719 in Imst; † 15. Jänner 1785 in Imst), Bildhauer (Sohn von Jakob Witwer)
- Joseph Anton Witwer (* 21. November 1751 in Imst; † 8. Februar 1794 in Imst) Bildhauer (Sohn von Joseph Georg Witwer)
- Josef Klemens Witwer eigtl. Joseph Clemens (* 23. November 1760 in Imst; † 28. Oktober 1808 in Imst), Bildhauer (Sohn von Joseph Georg Witwer)
- Hartmann Witwer (* 22. Dezember 1776 in Imst; † 9. Juli 1825 in Lemberg), Bildhauer in Lemberg (Sohn von Joseph Anton Witwer)
- Johann Georg Witwer (* 1739 in Imst; † 1809 in Imst), Maler (Urenkel des Bildhauers Joseph Witwer)

Die Stilentwicklung bei den Bildhauern Witwer:

Joseph Witwers Skulpturen wirken in ihrer Gesamterscheinung noch blockhaft. Mit den geradlinigen, parallel geführten Faltengraten stehen sie dem Formengut von Adam Payr (*1600/05 – †1682) aus Prutz nahe.
Sein Sohn Jakob Witwer hingegen entwickelte einen eigenen, sehr eigenwilligen Bildstil – man könnte ihn geradezu den „Witwer-Stil“ nennen! In der Grundform kennzeichnet seine Art die Bildwerke seiner Nachkommen bis zum Ende des 18. Jahrhunderts.
Von der „Gewandfigur“ des Vaters ausgehend, konzipierte schließlich Joseph Georg Witwer seine Skulpturen zu „Körperfiguren“ weiter. Meist „kontrapostiert“, weisen sie oft auch ein extrem verschobenes Becken auf.
Die Gewänder umschließen bei seinen Figuren fast immer körpernah den Leib, und sie verraten, wie bereits bei Jakob Witwer, genaue anatomische Kenntnisse. Ebenso zeichnen sie sich durch eine sozusagen im Kern verankerte Robustheit und Seelentiefe aus – auch dies ein Erbe des genialen Vaters.
Falls Joseph Georg Witwer seine Gesellenzeit tatsächlich im bayrischen Raum absolviert hat, war ihm auch die süddeutsche Rokokoplastik gut bekannt. Dieser jedoch näherte er sich kaum an. Vielmehr verlieh er, geleitet von einer soliden Handwerklichkeit, seinen Figuren weiterhin eine natürliche Vitalität, gepaart mit eindringlichem Pathos.
Selbst Joseph Clemens Witwer war schöpferisch noch voll eingebunden in den vorhandenen Formenkanon des Großvaters und des Vaters. Nur die Haarausarbeitung, die besonders bei Vollbärten geradezu zu „schmelzen“ scheint, ist bereits vollendetes süddeutsches Rokoko. Klassizistische Tendenzen sind bei ihm zwar spürbar, aber er wurde nicht zum Klassizisten – wohl deshalb, weil er sich nicht selbst „abqualifizieren“ wollte.
Der Faltenwurf bei den Bildhauern Witwer:

Zur Unterscheidung der Hände von Bildhauern wird zunächst einmal die gesamte Erscheinung einer Figur dienen. Körperhaltung, Gesichtsausdruck, Haarbehandlung usw. können im Einzelnen weitere Hinweise auf den ausführenden Künstler liefern. Typische Unterschiede lassen sich – oft an Kleinigkeiten, die nur dem geschulten Auge auffallen – aber auch an der Gestaltung der Gewänder und deren Faltengebung feststellen. So liefern die individuellen Abweichungen beim Faltenwurf bei den drei wichtigsten Bildhauern der Witwer entscheidende Hinweise auf die ausführende Hand.
1. Jakob Witwer

Die Gewandfalten sind bei ihm mit einem dicht gedrängten und beinahe „kalligraphisch“ anmutenden Stegsystem durchzogen. Dieses erscheint absolut logisch und keineswegs willkürlich. Durch diese Modellierungsweise wirken die formalen Ergebnisse einerseits anspruchsvoll, andererseits auch bizarr. Als Beispiel der schönsten Art darf der Ölbergchristus in Lermoos gelten. Weicher und voluminöser geformt sind die Stoffdrapierungen bei der ritterlichen Skulptur im Tiroler Landesmuseum Ferdinandeum (Inventar-Nr. P 1095) und bei der Floriansfigur aus dem Jahr 1753 in Strengen. Deren Formgebung, die an Andreas Thamasch erinnert, stimmt mit jener vom Lendentuch des Gekreuzigten in Bichlbach überein.
2. Joseph Georg Witwer

Das vom Vater übernommene Faltenmuster wird von ihm lockerer, d. h. weniger gedrängt gestaltet. Zusammengeschobene Gewandbauschungen kragen mit ihren breiten Stegen oft weit hervor. Mit Bedacht auf gute Fernwirkung sind sie mit tief liegenden Mulden bzw. schluchtartigen Einschnitten und Unterschneidungen versehen. Den hervortretenden halbrunden Oberschenkel des Spielbeines umspannt der Stoff jedoch – in der von ihm bevorzugten Kontrapoststellung – immer faltenlos bis zum Knie. Erst dann teilt er sich durch einen akzentuierten Mittelgrat.
Die Faltenmodellierung Joseph Georg Witwers entspricht im Übrigen weitgehend dem „Wiener Spätbarock“, der wiederum vom Stil des Raphael Donner geprägt war. Donner arbeitete nämlich ganz gezielt den Einflüssen des süddeutschen Rokoko entgegen. Ähnlichkeiten mit Witwers Faltenwürfen zeigen auch Bildwerke des 1717 geborenen (und in Wien geschulten) Landsmannes Balthasar Ferdinand Moll und – in verblüffender Weise! – die Porträtbüste der Kaiserin Maria Theresia von Franz Xaver Messerschmidt.
Ähnlich geniale Stoffdrapierungen besitzen auch einige von Witwers Skulpturen, die zwischen 1765 und 1770 entstanden sind. Sie bringen sein künstlerisches Potenzial anschaulich und voll zum Ausdruck. Beispielhaft zeigt sich das in der gesamten Hochaltarplastik von 1767 in St. Leonhard im Pitztal, wo sich Joseph Georg wieder ganz auf das Formengut seines Vaters Jakob Witwer konzentrierte und dieses in höchster Vollendung nochmals aufleben ließ. So auch beim Wenner Kanzelengel – entstanden um 1780 – der in seiner expressiven Gestaltungsweise sogar an den Salemer Rokokomeister Joseph Anton Feuchtmayer erinnert. Mit derartigen Geniestreichen konnte Joseph Georg Witwer natürlich sämtliche zu seiner Zeit in Imst sesshaften Meister überflügeln. Dass aber nicht alle seine Skulpturen diese ausgezeichnete Qualität besitzen können, ist selbstverständlich. Dies hat seinen Grund in der sehr unterschiedlichen Zahlungsfähigkeit der Besteller!
3. Joseph Anton Witwer

Selbständige Arbeiten von Joseph Anton Witwer waren bisher nicht bekannt.
Erst die genaue Analyse der Figurenausstattung in der Pfarrkirche von Steeg machte es möglich, die Hände der beiden Witwer-Brüder doch zu unterscheiden. Denn Joseph Anton gestaltete zwar, wie es scheint, die Faltenwürfe in allen Details ganz nach der Witwer´schen Tradition und stimmt hierin völlig mit seinem Bruder Joseph Clemens überein. Aber die flächig-glatte Gesichtsbildung und die äußerst zurückhaltende Haargestaltung bei einigen Figuren zeigen dabei absolut keine stilistische Übereinstimmung mit der Art von Jakob, Joseph Georg oder Joseph Clemens Witwer. Es ist naheliegend, Arbeiten mit den genannten Merkmalen Joseph Anton zuzuschreiben.
Somit wird auch deutlich, dass die Tätigkeit von Joseph Anton im Wesentlichen auf die Mitarbeit in der Werkstatt beschränkt war.
4. Joseph Clemens Witwer

Aus dem Formenreichtum seiner Vorfahren schöpfend, reduzierte er das Volumen der Stoffe bei Faltenstößen und entfernte sich von den dominanten Querdrapierungen seines Vaters. Joseph Clemens bevorzugte nahezu lineare Faltenbahnen, wobei – fast wie ein Markenzeichen für ihn! – ein S-förmiger zopfartiger Faltenwulst hinter dem Beckenrand hervortritt. Am vorgestellten Spielbein seiner aufrecht stehenden Figuren vorbeiziehend, endet er zwischen den Füßen am Boden.
Insgesamt wirken seine Skulpturen schlanker und somit zierlicher als jene vom Vater oder Großvater. Sie entstanden zwar alle bereits in der Zeit des Frühklassizismus, entsprechen aber in ihrer Art noch dem späten Rokoko.

## Werke (Auswahl)
Vorwiegend im sakralen Bereich sind heute viele Werke der Familie Witwer anzutreffen:
- Biberwier, Pfarrkirche St. Josef (Werke von Joseph Witwer)
- Pfarrkirche Steeg (Christus an der Geißelsäule von Jakob Witwer; alle Hochaltarskulpturen sowie Christus als Auferstandener von Joseph Georg Witwer)
- Bichlbach, Pfarrkirche St. Laurentius (Engelspaar am Hochaltar von Jakob Witwer)
- Elbigenalp, Kriegerdenkmal (Maria und Johannes Evangelist von Jakob Witwer)
- Pfarrkirche St. Leonhard im Pitztal (Hll. Petrus und Jakobus am Hochaltar von Joseph Georg Witwer).
- Pfarrkirche Lermoos, Unterkirche (Passionsfiguren von Jakob und Joseph Georg Witwer)
- Pfarrkirche Flirsch (Werke von Joseph Georg Witwer um 1746/50)
- Dormitz, Wallfahrtskirche (Hochaltarskulpturen von Joseph Georg Witwer um 1751/53)
- Pfarrkirche Ischgl (sämtliche Skulpturen von Joseph Georg Witwer um 1756)
- Pfarrkirche Elmen (Hochaltarskulpturen von Joseph Georg Witwer um 1774)
- Pfarrkirche See (Kanzel von Joseph Georg Witwer um 1760)
- Roppen, Markus-Kapelle (Altarfiguren Georg Witwer zugeschrieben)
- Hägerau, Expositurkirche St. Sebastian und Rochus (Hochaltarfiguren von Joseph Clemens Witwer)
- Übersaxen, Pfarrkirche St. Bartholomäus
- Mals, Pfarrkirche Mariä Himmelfahrt